# Psiloderoides mansfieldi
Psiloderoides mansfieldi är en tvåvingeart som beskrevs av Hesse 1967. Psiloderoides mansfieldi ingår i släktet Psiloderoides och familjen svävflugor. Inga underarter finns listade i Catalogue of Life.